# Neustadt am Rübenberge
Pour les articles homonymes, voir Neustadt.
Neustadt am Rübenberge est une ville d'Allemagne située en Basse-Saxe. Elle appartient à la région de Hanovre. On retrouve fréquemment l'abréviation Neustadt a. Rbge.

## Géographie
La ville se trouve sur la Leine, au nord-est du lac de Steinhude et du Totem Moor. La densité moyenne de population est de 124 habitants par km2.
La commune de Neustadt am Rübenberge se compose du centre-ville (l'ancien chef-lieu de district) et de 33 quartiers (anciennes communes rattachées qui sont également regroupées sous le nom de Neustädter Land), parmi lesquels on trouve :
- Bordenau
- Eilvese
- Esperke
- Mandelsloh
- Mardorf (de)
- Otternhagen
- Poggenhagen (de)

### Géologie
Comme dans toute la plaine du nord de l'Allemagne, les périodes glaciaires ont façonné les paysages entre l'Aller, la Weser et la Wietze et donc aussi la zone urbaine de Neustadt.
L'origine du nom actuel apparaît en 1426 comme « Nienstadt vor dem Rouwenberge », un château médiéval à côté de la ville est mentionné en 1493 comme « castrum Rouvenberg ».

## Histoire

### Préhistoire
Des vestiges de nombreuses époques de l'histoire humaine ont été retrouvés dans les zones urbaines actuelles. Les découvertes provenant de gravières, comme à Poggenhagen, peuvent être datées de la période du Paléolithique supérieur. On y trouve également des restes de mammouths, notamment des dents de la période paléolithique de la vallée de la Leine.
Après la période glaciaire, le paysage de la région de Neustadt a également commencé à changer radicalement, passant d'un paysage de toundra à une végétation plus luxuriante avec, à certains endroits, des forêts denses. On a découvert des vestiges d'habitats datant de l'époque mésolithique, notamment autour du lac Steinhude, où les gens se spécialisaient dans la pêche.
Avec la colonisation humaine, des traces de la culture des vases à entonnoir ont été trouvées dans la région de Neustadt. Il s'agit notamment de tombes mégalithiques détruites qui se trouvaient sur la route entre Neustadt et Schneeren, sur le Breitensteinberg.
En outre, des tumulus et des champs d'urnes datant de l'âge du bronze sont connus. Des forges forestières sont attestées à Neustadt à partir de cette période.

### Période ancienne et Moyen Âge
Des traces précoces de peuplement peuvent être observées au château de Lüningsburg, au sud de la ville, dans la zone de l'actuel cimetière du même nom. Il s'agit des vestiges d'un système de murs d'enceinte du haut Moyen Âge datant du Xe siècle environ, qui servait probablement de refuge à la population.
Neustadt am Rübenberge a été fondée vers 1200 par le comte Bernhard II de Wölpe et a été mentionnée pour la première fois dans des documents en 1215 sous le nom de « nova civitas » (« nouvelle ville »). Dans des documents datant des siècles suivants, d'autres noms de lieux sont mentionnés, comme Nienstadt vor dem Rouwenberge en 1426 et Nygestadt en 1523. À cette époque, les terres environnantes appartenaient au comté de Wölpe, qui faisait frapper les pièces de monnaie en argent de Wölpe à Neustadt. Outre la création du centre séculier de Neustadt, le comte Bernhard fit construire le monastère cistercien de Mariensee comme centre spirituel dans sa sphère de pouvoir, où les religieuses vivaient en réclusion. En 1302, le comté fut vendu au duc welfe Otton le Strict de Brunswick et de Lunebourg.

### XVIe siècle
En 1505, le duc Érich Ier de Calenberg, âgé de 35 ans et né dans la ville médiévale de Neustadt Rouvenburg, fit de cet endroit son deuxième siège de gouvernement. Des parties du château furent victimes d'un incendie en 1563. Son fils, le duc Erich II le Jeune, commença la reconstruction en 1573, au cours de laquelle le palais représentatif de Landestrost fut construit dans le style architectural de la Renaissance de la Weser. En même temps, il rendit le château défensif et fit agrandir la ville voisine de Neustadt pour en faire une forteresse urbaine typique du XVIe siècle. Le château et la ville étaient entourés de fortifications avec des bastions à angles aigus.
Neustadt et ses environs devinrent évangéliques luthériens en 1543. Durant la guerre de Trente Ans, la ville capitule en 1626 après un siège de quinze jours par environ 1 000 hommes du général impérial-catholique Tilly.
Lors du troisième et plus grand incendie de la ville en 1727, 100 des 108 bâtiments résidentiels de la ville furent détruits et, dans les deux années qui suivirent, Neustadt fut reconstruite selon son plan actuel.

#### Pont Löwenbrücke
En 1687-1688, est construit le « Pont du Lion » sur la Leine. Le pont massif à trois arches en maçonnerie de grès a été rénové en 2003. La superstructure a été remplacée par une construction routière plus large.
Le 12 décembre 1847, la première ligne de chemin de fer reliant Hanovre à Brême s'arrêtait à la gare de Neustadt.

### XXe siècle
Au sud du quartier actuel d'Eilvese, dans le Toten Moor, la Funkenturm, haute de 260 m, a été achevée en 1913 après deux ans de construction et était le plus haut bâtiment allemand de l'époque. Lors de sa mise en service en juin 1914, le premier contact radio entre l'Europe et les États-Unis fut établi.
Pendant la Seconde Guerre mondiale, Neustadt abritait un grand camp de prisonniers du Service du travail du Reich (RAD), qui servit en 1945 de point de rassemblement pour les unités de formation revenant de Prusse orientale et de Pologne. De là, il fut transféré à la Wehrmacht.
Le 7 avril 1945 le « Pont du Lion » sur la Leine, construit en 1687, fut détruit. La Wehrmacht allemande le fit exploser en avril 1945 alors que les troupes britanniques s'y trouvaient et avançaient vers la ville. 24 soldats britanniques ont été tués.

## Personnalités liées à la ville
- Éric Ier de Brunswick-Calenberg-Göttingen (1470-1540), duc de Brunswick-Lunebourg né à Neustadt am Rübenberge.
- Georg Caspar Schürmann (1672-1751), compositeur né à Neustadt am Rübenberge.
- Ludwig Hölty (1748-1776), poète né à Mariensee.
- Gerhard Johann David von Scharnhorst (1755-1813), général né à Bordenau.
- George von Engelbrechten (1855-1935), général né à Neustadt am Rübenberge.
- Robert Enke, joueur de football international allemand, s'est suicidé à Neustadt am Rübenberge le 10 novembre 2009[1].

## Jumelage
Neustadt am Rübenberge est jumelée avec La Ferté-Macé depuis 1980.